# Lista do Património Mundial em Espanha
Esta é uma lista de sítios da Espanha classificados como Património Mundial pela Organização das Nações Unidas para a Educação, a Ciência e a Cultura (UNESCO). Esta classificação aplica-se a locais ou obras consideradas de grande importância para o património cultural ou natural, conforme descrito na Convenção sobre Património Mundial da UNESCO estabelecida em 1972. A Espanha ratificou a convenção a 4 de maio de 1982, o que fez com que os seus sítios históricos passassem a ser elegíveis para fazerem parte da lista de Património Mundial.
As primeiras inclusões na lista de sítios em Espanha ocorreram na 8,ª sessão do Comité do Património Mundial que decorreu em Buenos Aires, Argentina em 1984. Nessa ocasião foram classificadas a Mesquita de Córdova, a Alhambra e o Generalife (Granada), a Catedral de Burgos, Mosteiro e Sítio do Escorial (Comunidade de Madrid) e, em Barcelona, a Casa Milà e o Parque, Palácio Güell. Em 1985 foram adicionados cinco sítios e em 1986 outros quatro. Além de 1984, 1985 e 1986, o ano em que foram inscritos mais sítios foi 2000, quando foram classificados cinco sítios. Em junho de 2013, Espanha tinha 44 sítios classificados como Património Mundial, um número só ultrapassado pela China (45) e Itália (49). Desses 44 sítios, 39 são culturais, 3 são naturais e 2 são mistos (cumprem tanto os critérios culturais como os naturais). A estes somam-se 14 bens classificados como património cultural imaterial ou "melhores práticas de salvaguarda.
O bem inscrito com o nome "Pirenéus-Monte Perdido" é partilhado entre a França (Parque Nacional dos Pirenéus) e Espanha (Parque Nacional de Ordesa e Monte Perdido), enquanto  que os "Sítios de arte rupestre pré-histórica no Vale do Coa e de Siega Verde" é partilhado com Portugal. Almadén partilha com Idrija, na Eslovénia, a inscrição "Património do Mercúrio". A comunidade autónoma com mais sítios é Castela e Leão, com seis exclusivos e dois partilhados com regiões vizinhas.

## Lista de sítios
Legenda das colunas:
- Nome e descrição — nome conforme consta na lista do Comité do Património Mundial e descrição resumida
- Localização — cidade mais próxima ou província
- Comunidade autónoma
- Período — época de maior significância, tipicamente da construção
- Dados da UNESCO — número de referência do sítio; ano de inscrição na lista de Património Mundial; critérios de selecção (i a vi são culturais; vii a x são naturais)

| Nome e descrição | Localização                             | Comunidade autónoma                                             | Dados da UNESCOPeríodo                                                          |
| --- | --------------------------------------- | --------------------------------------------------------------- | ------------------------------------------------------------------------------- |
| Caverna de Altamira e arte rupestre paleolítica do norte da Espanha — A caverna de Altamira contém exemplos de pintura rupestre do Paleolítico Superior, datadas de 35 000 a.C. a 11 000 a.C. A classificação original abrangia 17 grutas decoradas. Estas estão bem preservadas por causa do seu profundo isolamento do clima exterior. | Santillana del Mar                      | Cantábria                                                       | 310; 1985, 2008 (ampliada); i, iii Paleolítico Superior                         |
| Cidade de Segóvia e o seu aqueduto — O aqueduto romano foi construído no século I d.C., o alcázar medieval no século XVI e a catedral no século XVI. | Segóvia                                 | Castela e Leão                                                  | 311; 1985; i, iii, iv Séculos I a XV                                            |
| Monumentos de Oviedo e do Reino das Astúrias — No século IX o Reino das Astúrias foi a única região cristã na Península Ibérica. Desenvolveu o seu próprio estilo de arte e arquitetura pré-românica que se manifesta em várias igrejas e outros monumentos. A classificação original intitulava-se "Igrejas do Reino das Astúrias"; foi ampliada em 1998, passando a incluir outros monumentos, como a fonte da Foncalada. | Oviedo                                  | Astúrias                                                        | 312; 1985, 1998 (ampliada); i, ii, iv Século IX                                 |
| Centro Histórico de Córdova — A inscrição original era "Grande Mesquita de Córdova", pois referia-se especificamente à mesquita do século VIII convertida em catedral no século XIII por Fernando III de Castela. Durante o auge do domínio mouro na região, Córdova tinha mais de 300 mesquitas e a sua arquitetura rivaliza com a de Constantinopla, Damasco e Bagdade. | Córdova                                 | Andaluzia                                                       | 313; 1984, 1994 (ampliada); i, ii, iii, iv Séculos VII a XIII                   |
| Alhambra, Generalife e Albaicín, Granada — Os três sítios testemunham a influência moura no sul de Espanha. A fortaleza-palácio de Alhambra e o palácio do Generalife foram construídos pelos governantes do Reino Nacérida de Granada. O bairro de Albaicín contém exemplos da arquitetura popular moura e foi adicionado à lista em 994. | Granada                                 | Andaluzia                                                       | 314; 1984, 1994 (ampliada); i, iii, iv Século XIV                               |
| Catedral de Burgos — A catedral gótica foi construída entre os séculos XIII e XVI; nela está sepultado El Cid, o herói nacional espanhol da Reconquista. | Burgos                                  | Castela e Leão                                                  | 316; 1984; ii, iv, vi Séculos XII a XVI                                         |
| Mosteiro e Sítio do Escorial — O Escorial é um dos vários sítios históricos ligados à Realeza espanhola, nomeadamente porque serviu de residência real. O palácio foi desenhado pelo rei Filipe II e pelo arquiteto Juan Bautista de Toledo para servir de monumento ao papel central de Espanha no mundo cristão. | San Lorenzo de El Escorial              | Madrid                                                          | 318; 1984; i, ii, vi Século XVI                                                 |
| Obras de Antoni Gaudí — A obra do arquiteto Antoni Gaudí é um dos expoentes do modernismo catalão, mas as suas formas são descritas como únicas. A classificação original incluía o Parque Güell, o Palácio Güell e a Casa Milà. A extensão de 2005 juntou a Casa Vicens, a cripta e a fachada da Natividade do Templo Expiatório da Sagrada Família, a Casa Batlló e a cripta da Colónia Güell. | Barcelona                               | Catalunha                                                       | 320; 1984, 2005 (ampliada); i, ii, iv Final do século XIX e início do século XX |
| Cidade antiga de Santiago de Compostela — A catedral de Santiago de Compostela é alegadamente o local onde está sepultado o apóstolo Santiago e o término dos Caminhos de Santiago, um conjunto de rotas de peregrinação que se estendem por toda a Península Ibérica e grande parte da Europa Ocidental (o ramo proveniente da fronteira de França, País Basco, Navarra e Aragão também é Património Mundial). A cidade foi destruída por muçulmanos no século X e reconstruída durante o século seguinte. | Santiago de Compostela                  | Galiza                                                          | 347; 1985; i, ii, vi Séculos X e XI                                             |
| Cidade antiga de Ávila com as suas igrejas extramuros — A muralha que rodeia a cidade original foi construída no século XI. Tem 82 torres semicirculares e 9 portas, e é um dos exemplos mais completos e bem preservados de muralhas defensivas em Espanha. | Ávila                                   | Castela e Leão                                                  | 348; 1985, 2007 (modificada); iii, iv Século XI                                 |
| Arquitetura mudéjar de Aragão — A classificação original incluía quatro igrejas em Teruel em estilo mudéjar, uma mistura dos estilos islâmicos e europeus contemporâneos. Em 2001, a lista foi ampliada passando a incluir mais seis monumentos. | Províncias de Teruel e Saragoça         | Aragão                                                          | 378; 1986, 2001 (ampliada); iv Séculos XII a XVII                               |
| Cidade histórica de Toledo — Toledo foi fundada pelo romanos, foi a capital do Reino Visigótico, foi uma cidade importante da Espanha Muçulmana e durante a Reconquista, sendo a capital do Reino de Castela e durante algum tempo de Espanha. A cidade tem fortes influências misturadas de cristãos, muçulmanos e judeus. | Toledo                                  | Castela-Mancha                                                  | 379; 1986; i, ii, iii, iv Séculos XII a XVII                                    |
| Parque Nacional de Garajonay — O parque encontra-se coberto em 70% por floresta de laurissilva, um tipo de vegetação do Terciário que desapareceu da Europa continental devido a mudanças climáticas depois de ter chegado a cobrir grande parte do sul do continente. | La Gomera                               | Canárias                                                        | 380; 1986; vii, ix n/a                                                          |
| Cidade antiga de Salamanca — Salamanca é importante como cidade universitária, sendo a sua universidade, fundada em 1218, a mais antiga de Espanha e das mais antigas da Europa. A cidade foi conquistada por cartagineses no século III a.C. posteriormente foi governada pelos romanos e mouros. No centro da cidade encontram-se exemplos notáveis de arquitetura românica, gótica, mudéjar, renascentista e barroca. | Salamanca                               | Castela e Leão                                                  | 381; 1988; i, ii, iv Séculos XIII a XVI                                         |
| Catedral, Alcázar e Arquivo das Índias de Sevilha — O Alcázar (alcáçova) foi construído durante o Califado Almóada que governou o sul de Espanha até à Reconquista. A catedral data do século XV e nela se encontram os túmulos de Fernando III e de Cristóvão Colombo. No Arquivo das Índias são guardados documentos relacionados com a colonização espanhola da América. | Sevilha                                 | Andaluzia                                                       | 383; 1987; i, ii, iii, iv Séculos XIII a XVI                                    |
| Cidade antiga de Cáceres — O centro histórico de Cáceres combina influências arquitetónicas que vão do romano até ao renascentista italiano, passando pelo islâmico e gótico do norte. | Cáceres                                 | Estremadura                                                     | 384; 1986; iii, iv Séculos III a XV                                             |
| Ibiza, biodiversidade e cultura — A costa de Ibiza é o habitat da Posidonia oceanica, uma erva marinha que só se encontra nas águas do Mediterrâneo que suportam um ecossistema marinho e costeiro diverso. A ilha tem também numerosas ruínas fenícias e as partes fortificadas e muralhadas da capital datam do século XVI. | Ibiza                                   | Baleares                                                        | 417; 1999; ii, iii, iv, ix, x n/a                                               |
| Mosteiro de Poblet — O mosteiro foi fundado por cisterciences em 1151 e é um dos maiores de Espanha. Está associado a várias famílias reais da medievais, particularmente aos reis de Aragão. Ali se encontram sepultados os monarcas aragoneses Afonso II, João I, João II, Jaime I, Fernando I e Pedro IV. | Vimbodí                                 | Catalunha                                                       | 518; 1991; i, iv Séculos XII e XIII                                             |
| Conjuntos monumentais da Renascença de Úbeda e Baeza — Na renovação das duas cidades levada a cabo no século XVI foi usado o estilo renascentista então emergente e os monumentos então construídos encontram-se entre os melhores exemplos daquele estilo em Espanha. | Úbeda e Baeza                           | Andaluzia                                                       | 522; 2003; ii, iv Século XVI                                                    |
| Conjunto Arqueológico de Mérida — A cidade de Mérida foi fundada pelos romanos em 25 a.C. como Emerita Augusta e foi a capital da província romana da Lusitânia. Os vestígios romanos incluem uma ponte, um aqueduto, um circo, um anfiteatro, um teatro e um fórum. | Mérida                                  | Estremadura                                                     | 664; 1993; iii, iv Séculos I a V                                                |
| Mosteiro Real de Santa Maria de Guadalupe — O mosteiro é o santuário da Virgem de Guadalupe. Foi fundado no século XIII no local onde segundo a lenda teria sido enterrada em 714 uma imagem da Virgem do século I para que escapasse às invasões muçulmanas. A Virgem de Guadalupe e o mosteiro foram um símbolo importante durante a Reconquista e culminou em 1492, o mesmo ano em que Colombo descobriu a América. A Virgem de Guadalupe foi também um símbolo importante na evangelização da América. | Guadalupe                               | Estremadura                                                     | 665; 1993; iv, vi Séculos XIII a XVI                                            |
| Caminho de Santiago de Compostela — O Caminho de Santiago é uma peregrinação que existe desde a desde a Idade Média, cujo percurso vai desde a fronteira franco-espanhola até à Catedral de Santiago de Compostela, onde se acredita que o apóstolo Santiago está enterrado. | Todo o norte de Espanha                 | Aragão, Castela e Leão, Galiza, Navarra e La Rioja              | 669; 1993; ii, iv, vi n/a                                                       |
| Parque Nacional de Doñana — O parque ocupa a região do delta do Guadalquivir unto ao Oceano Atlântico. Abriga uma grande variedade de biótopos, como lagunas, marismas, dunas e maquis. É um dos mais importantes locais de nidificação de garças da região mediterrânica e é frequentado por mais de meio milhão de patos e gansos durante o inverno. | Províncias de Huelva e Sevilha          | Andaluzia                                                       | 685; 1994, 2005 (ampliada); vii, ix, x n/a                                      |
| Pirenéus - Monte Perdido — Correspondente aos parques nacionais de Ordesa e Monte Perdido (em Espanha) e dos Pirenéus (em França), ocupa a parte mais alta da cadeia montanhosa dos Pirenéus, que faz fronteira entre a França e a Espanha. A parte espanhola tem dois dos maiores canions da Europa, enquanto que no lado francês encontram-se três grandes circos glaciares. | Província de Huesca                     | Aragão e França                                                 | 773; 1997, 1999 (ampliada); iii, iv, v, vii, viii n/a                           |
| Cidade histórica fortificada de Cuenca — Os mouros construíram a cidade fortificada no início do século VIII. Foi conquistada pelos cristãos no século XII. A catedral foi o primeiro exemplo do gótico em Espanha. A cidade é também famosa pelas suas casas colgadas ("casas penduradas"), construídas à beira de precipícios, como que penduradas nas suas paredes. | Cuenca                                  | Castela-Mancha                                                  | 781; 1996; ii, v Séculos XII a XVIII                                            |
| Mercado da Seda de Valência — A Lonja (ou Llotja em valenciano; bolsa de valores ou mercado) da Seda evidenciam a opulência de Valência e a sua importância como cidade mercantil europeia e mediterrânica nos séculos XV e XVI. | Valência                                | Valência                                                        | 782; 1996; i, iv Séculos XV e XVI                                               |
| Las Médulas — Os romanos estabeleceram e exploraram uma mina de ouro no local durante dois séculos, usando a técnica ruina montium, criando uma paisagem característica. Essa técnica requeria grandes quantidades de água corrente, pelo que foram escavados aquedutos na rocha das encostas para abastecer de água a exploração. Os romanos abandonaram as minas no início do século III, deixando penhascos nus e a pique e a infraestrutura mineira que ainda hoje se encontra praticamente intacta. | Ponferrada                              | Castela e Leão                                                  | 803; 1997; i, ii, iii, iv Séculos I a III                                       |
| Palácio da Música Catalã e Hospital de Sant Pau em Barcelona — Ambos os edifícios foram construídos no início do século XX e desenhados por Lluís Domènech i Montaner em estilo modernista Art nouveau, o qual era então muito popular em Barcelona. São as obras mais famosas de Domènech i Montaner. | Barcelona                               | Catalunha                                                       | 804; 1997; i, ii, iv Século XX                                                  |
| Mosteiros de San Millán de Yuso e de Suso — O mosteiro original de Suso foi fundado em meados do século VI e foi aí que as Glosas Emilianenses foram escritas. Esses códices contêm o que até há pouco tempo era considerado o primeiro exemplo escrito das línguas castelhana e basca e o mosteiro é (ou foi, até há poucos anos) tradicionalmente considerado o berço da castelhano escrito e falado. O mosteiro de Yuso foi construído no século XVI. | San Millán de la Cogolla                | La Rioja                                                        | 805; 1997; ii, iv, vi Séculos VI a XVI                                          |
| Sítios de arte rupestre do Vale do Coa e Siega Verde — A classificação original de 1998 incluía apenas os exemplos de arte rupestre do Paleolítico Superior no vale do Coa, em Portugal. Em 2010 foi ampliada para incluir 645 gravações na zona arqueológica de Siega Verde, em Espanha. Os dois sítios representam o conjunto de arte paleolítica ao ar livre mais bem preservado da Península Ibérica. | Castillejo de Martín Viejo (em Espanha) | Castela e Leão e Portugal                                       | 866; 1998, 2010 (ampliado); i, iii Paleolítico                                  |
| Arte rupestre da bacia mediterrânica da Península Ibérica — A classificação abrange mais de 750 exemplos de arte rupestre da Pré-história tardia, que incluem imagens que vão desde figuras geométricas a cenas de homens caçando animais. | —                                       | Andaluzia, Aragão, Castela-Mancha, Catalunha, Múrcia e Valência | 874; 1998; iii Pré-história                                                     |
| Conjunto arqueológico de Tarraco — A importante cidade romana de Tarraco, antecessora da atual Tarragona, foi a capital das províncias romanas da Hispânia Citerior e posteriormente da Hispânia Tarraconense. O anfiteatro foi construído no século II. Muitos dos vestígios são apenas fragmentos ou são localizam-se debaixo de edifícios modernos. | Tarragona                               | Catalunha                                                       | 875; 2000; ii, iii Séculos I a IV                                               |
| Universidade e bairro histórico de Alcalá de Henares — O cardeal Cisneros fundou a Universidade de Alcalá em 1499, a qual é o primeiro exemplo duma cidade universitária planeada, que serviu de modelo a outras universidades europeias e a missionários espanhóis na América. A cidade foi o local de nascimento de Miguel de Cervantes, conhecido pelas suas contribuições para a língua espanhola e literatura ocidental. | Alcalá de Henares                       | Madrid                                                          | 876; 1998; ii, iv, vi Século XVI                                                |
| San Cristóbal de La Laguna — A cidade tem duas partes principais, a "Cidade Alta", original e não planeada, e a Cidade Baixa, um "território citadino". Foi a primeira cidade colonial espanhola não fortificada e serviu de modelo para o desenvolvimento urbano na América. Muitos edifícios com funções religiosas e outros públicos e privados datam do século XVI. | San Cristóbal de La Laguna              | Canárias                                                        | 929; 1999; ii, iv Séculos XVI a XVIII                                           |
| Palmeiral de Elche — A plantação de tamareiras foi feita com sistemas de irrigação pelos mouros no século X. O palmeiral é um exemplo raro de práticas agrícolas árabes na Europa. | Elche                                   | Valência                                                        | 930; 2000; ii, v n/a                                                            |
| Muralha romana de Lugo — A muralha construída para proteger a cidade romana de Lucus (Lugo) no século III encontra-se completamente intacta e é o melhor exemplo do seu género na Europa Ocidental. | Lugo                                    | Galiza                                                          | 987; 2000; iv Século III                                                        |
| Igrejas românicas catalãs do Vall de Boí — No pequeno vale nas encostas dos Pirenéus encontram-se várias igrejas de românico decoradas com murais, estátuas e altares. As igrejas são únicas pela sua altura e pelos campanários quadrados. | La Vall de Boí                          | Catalunha                                                       | 988; 2000; ii, iv Séculos XI a XIV                                              |
| Sitio arqueológico de Atapuerca — As cavernas da Serra de Atapuerca contêm os restos fósseis mais antigos de seres humanos descobertos na Europa, datados de há cerca de um milhão de anos. A Sima de los Huesos ("Abismo dos Ossos") contém a maior coleção do mundo de fósseis de hominídeos. | Atapuerca                               | Castela e Leão                                                  | 989; 2000; iii, v Pré-história                                                  |
| Paisagem cultural de Aranjuez — A paisagem em volta do Palácio Real de Aranjuez foi transformada ao longo de três séculos pela família real espanhola e apresenta ideias inovadoras para a época em termos de horticultura e design. A zona foi uma propriedade exclusiva da família real até ao século XIX, quando a moderna cidade civil se desenvolveu. | Aranjuez                                | Madrid                                                          | 1044; 2001; ii, iv Séculos XV a XIX                                             |
| Ponte da Biscaia — A ponte foi desenhada por Alberto de Palacio y Elissague para cruzar a ria de Bilbau sem causar distúrbios ao tráfego marítimo do Porto de Bilbau. Foi construída em 1893 e é a ponte de transporte mais antiga do mundo. | Portugalete                             | País Basco                                                      | 1217; 2006; i, ii Século XIX                                                    |
| Parque Nacional do Teide — No parque situa-se o Teide, um vulcão que é a montanha que, com os seus 3 718 metros de altitude, é a mais alta de Espanha. | Tenerife                                | Canárias                                                        | 1258; 2007; vii, viii n/a                                                       |
| Torre de Hércules — Os romanos construíram este farol com 55 metros sobre um cabo rochoso com 57 metros de altura para marcar a entrada do porto de Brigantium (atual Corunha). É o único farol romano integralmente preservado e ainda funcional. | Corunha                                 | Galiza                                                          | 1312; 2009; iii Século I                                                        |
| Património do mercúrio — Esta inscrição é partilhada entre Almadén e Idrija, na Eslovénia. Almadén foi o principal centro mineiro de onde era extraído o mercúrio usado nas minas da América para separar o ouro e a prata através de amalgamação. O mercúrio era escoado através do chamado Caminho Real, um termo que designava as principais estradas do Império Espanhol e, por generalização, as rotas que ligavam a Europa com a América e Ásia através de Espanha. Além da importância histórica, quer das minas quer da parte antiga da cidade, a zona é também interessante do ponto de vista geológico, geográfico, paisagístico, arqueológico industrial e pela ação humana na paisagem. | Almadén                                 | Castela-Mancha e Eslovénia                                      | 1313; 2012; ii, iv n/a                                                          |
| Paisagem cultural da serra de Tramuntana — A serra de Tramuntana é uma cadeia montanhosa de encostas íngremes paralela à costa noroeste da ilha de Maiorca. A paisagem foi transformada ao milhares de milhares de anos pela exploração agrícola com recursos escassos, só possível graças à construção de socalcos e a uma rede articulada de gestão da água que é usada em quintas de origem feudal. | Sóller, Valldemossa, etc.               | Baleares                                                        | 1371; 2011; ii, iv, v n/a                                                       |
| Cidade califal de Medina Azahara — Foi uma cidade palatina ou áulica localizada a cerca de 5 km de Córdova, em direção oeste, junto do monte da Desposada. A sua construção começou no ano de 936 a mando de Abderramão III, primeiro califa de Córdova. | Córdova                                 | Andaluzia                                                       | 1560; 2018; iii, iv Século X'                                                   |
| Paseo del Prado e Buen Retiro, paisagem das artes e ciências | Madrid                                  | Madrid                                                          | 1618; ii, iv, vi Séculos XVII a XX'                                             |

## Sítios por comunidade autónoma
Sítios exclusivos refere-se a sítios que abrangem apenas uma comunidade autónoma. Sítios partilhados são aqueles que são partilhados por mais do que uma comunidade ou com Portugal, França ou Eslovénia.
| Comunidade autónoma | Sítios exclusivos                                                                                       | Sítios partilhados |
| ------------------- | --- | --- |
| Andaluzia           | 6 — Córdova, Granada, Sevilha, Úbeda e Baeza, Doñana, Medina Azahara                                    | 1 — Arte rupestre (com Aragão, Castela-Mancha, Catalunha, Múrcia e Valência) |
| Aragão              | 1 — Arquitetura Mudéjar                                                                                 | 3 — Arte rupestre (com Andaluzia, Castela-Mancha, Catalunha, Múrcia e Valência), Monte Perdido (com França), Caminho de Santiago (com Castela e Leão, Galiza, Navarra e La Rioja) |
| Astúrias            | 1 — Monumentos de Oviedo e do Reino das Astúrias                                                        | 0 |
| Baleares            | 2 — Ibiza, Tramuntana                                                                                   | 0 |
| Cantábria           | 1 — Altamira                                                                                            | 0 |
| Canárias            | 3 — Garajonay, San Cristóbal de La Laguna, Teide                                                        | 0 |
| Castela e Leão      | 6 — Segóvia, Burgos, Ávila, Salamanca, Las Médulas, Atapuerca                                           | 2 — Caminho de Santiago (com Aragão, Galiza, Navarra e La Rioja), Siega Verde (com Portugal)                                                                                      |
| Castela-Mancha      | 3 — Toledo, Cuenca, Almadén                                                                             | 1 — Arte rupestre (com Andaluzia, Aragão, Catalunha, Múrcia e Valência) |
| Catalunha           | 5 — Obras de Gaudí, Poblet, Palácio da Música e Hospital de Sant Pau, Tarraco, Vall de Boí              | 1 — Arte rupestre (com Andaluzia, Aragão, Castela-Mancha, Múrcia e Valência) |
| Estremadura         | 3 — Cáceres, Mérida, Guadalupe                                                                          | 0 |
| Galiza              | 3 — Santiago de Compostela, Muralha de Lugo, Torre de Hércules                                          | 1 — Caminho de Santiago (com Aragão, Castela e Leão, Navarra e La Rioja) |
| Múrcia              | 0 | 1 — Arte rupestre (com Andaluzia, Aragão, Castela-Mancha, Catalunha e Valência)                                                                                                   |
| Navarra             | 0 | 1 — Caminho de Santiago (com Aragão, Castela e Leão, Galiza e La Rioja) |
| La Rioja            | 1 — Mosteiros de Yuso e de Suso                                                                         | 1 — Caminho de Santiago (com Aragão, Castela e Leão, Galiza e Navarra) |
| Madrid              | 4 — Escorial, Alcalá de Henares, Aranjuez, Paseo del Prado e Buen Retiro, paisagem das artes e ciências | 0 |
| País Basco          | 1 — Ponte da Biscaia                                                                                    | 0 |
| Valência            | 2 — Mercado da Seda de Valência, Palmeiral de Elche                                                     | 0 |